# 林景顺
林景顺（1950年—），男，汉族，河南南乐人，中共党员、中华人民共和国政治人物、第十一届全国人民代表大会河南地区代表。
毕业于河南财经学院经济管理专业，2008年起担任全国人大代表。
曾任濮阳开发区管委会副主任，濮阳市副市长，河南省国土资源厅副厅长、厅长，河南省发展和改革委员会主任，河南省政协经济委员会主任。